# Daryl Gregory

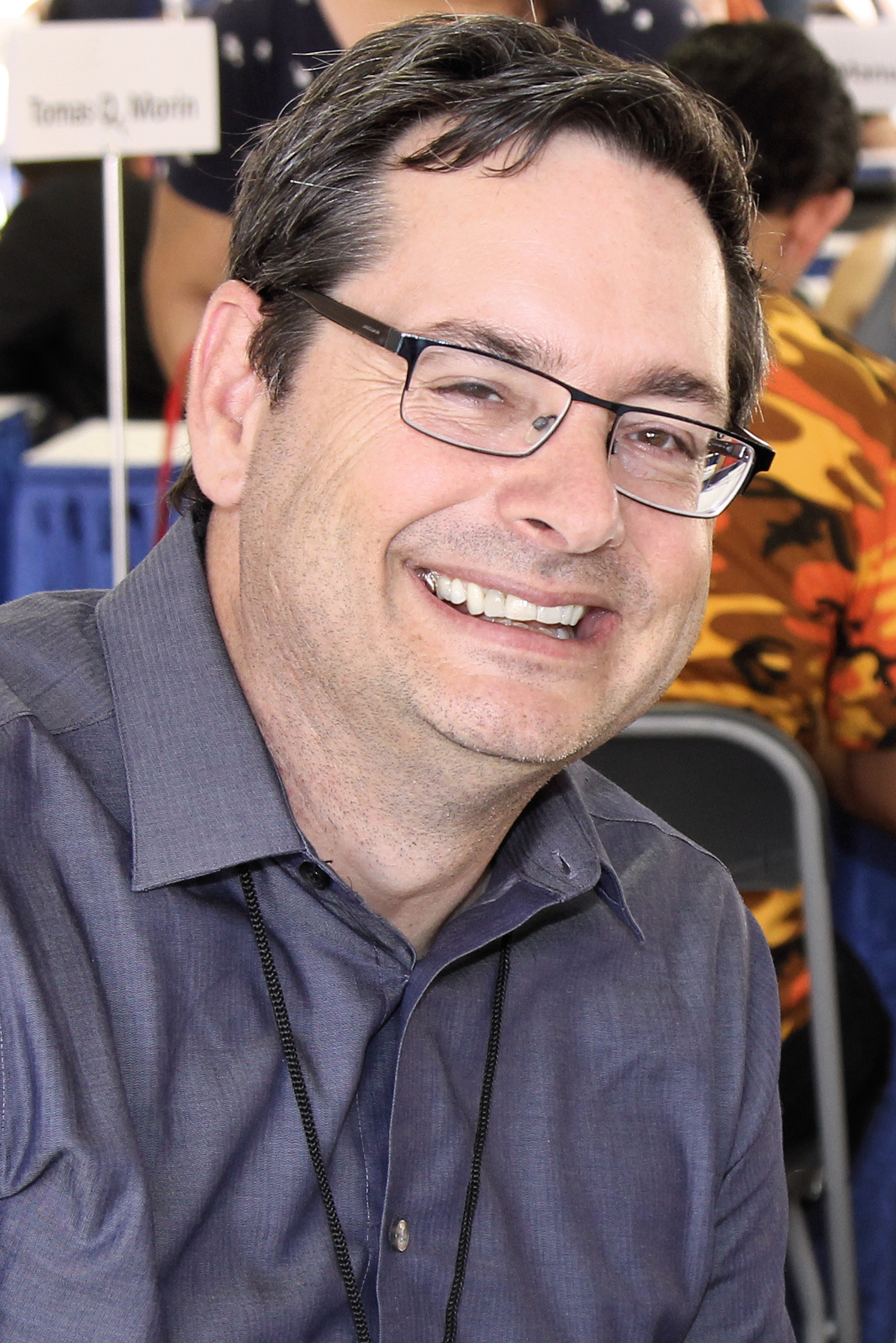
Daryl Gregory (2017)

Daryl Jon Gregory (* 26. Juni 1965 in Chicago, Illinois) ist ein US-amerikanischer Science-Fiction- und Comicautor. 1988 absolvierte Gregory den Clarion Science Fiction Writers’ Workshop an der Michigan State University, 2009 gewann er den Crawford Award für seinen Roman Pandemonium.

## Leben
Daryl Gregory wurde in Chicago, Illinois geboren, wo er auch mit seinen beiden Schwestern aufwuchs. 1987 machte er seinen Abschluss in Englisch und Theaterwissenschaften an der Illinois State University. Im selben Jahr heiratete er Kathleen Bieschke. Nach seinem Abschluss unterrichtete er für drei Jahre an einer High School in Michigan, bevor er nach Salt Lake City umzog, wo Bieschke eine Stelle an der University of Utah bekam. Nachdem Bieschke von der Penn State angestellt wurde, zog das Paar nach State College, wo Gregory für Minitab arbeitete. Gregory hat zwei Kinder. 2016 zog er nach Oakland in Kalifornien.

## Karriere
Seine erste Kurzgeschichte, In the Wheels, verkaufte Gregory 1990 an das Magazin Fantasy and Science Fiction. Sein erster Roman, Pandemonium, wurde 2008 von Del Ray Books veröffentlicht und gewann 2009 den Crawford Award für das beste Fantasydebüt. Pandemonium war auch für den World Fantasy Award, die Mythopoeic Awards und den Shirley Jackson Award nominiert. Sein zweiter Roman, The Devil’s Alphabet, wurde von Del Rey 2009 herausgebracht und 2010 für den Philip K. Dick Award nominiert. 2011 veröffentlichte Del Ray seinen dritten Roman, Raising Stony Mayhall, der vom Library Journal als einer der besten Science-Fiction-Romane des Jahres bezeichnet wurde. Im selben Jahr erschien seine Kurzgeschichtensammlung Unpossible and Other Stories bei Fairwood Press.
2010 wurde Gregory von Boom! Studios engagiert, um zusammen mit Kurt Busiek Dracula: Company of Monsters zu schreiben. Ab August 2011 schrieb er als Coautor an einem Planet-of-the-Apes-Comic zum Film mit, der auf Deutsch 2014 unter dem Titel Planet der Affen Comicband: Die Chroniken von Mak bei Cross Cult erschien. IDW engagierte Gregory, um The Secret Battles of Genghis Khan zu schreiben, eine abgeschlossene Graphic Novel, die im März 2013 veröffentlicht wurde.
2014 erschien sein Science-Fiction-Roman Afterparty bei Tor Books in den USA und bei Titan Books in Großbritannien, im Januar 2017 erschien der Roman unter dem gleichen Titel bei Fischer Tor auf Deutsch. Seine Novelle We Are All Completely Fine wurde im August 2014 von Tachyon Publications veröffentlicht, war Finalist beim Nebula Award und gewann 2015 den World Fantasy Award für die beste Novelle. Sein Jugendhorrorroman Harrison Squared erschien im März 2015 bei Tor Books, weitere Fortsetzungen waren angedacht. 2017 erschien beim gleichen Verlag Spoonbenders.

## Bibliografie

### Romane
- Pandemonium (Del Rey Books, 2008)
- The Devil’s Alphabet (Del Rey Books, 2009)
- Raising Stony Mayhall (Del Rey Books, 2011)
- Afterparty, Fischer Tor Januar 2017 ISBN 978-3-596-03453-6 (Afterparty, Tor Books, April 2014)
- We Are All Completely Fine (Novelle, Tachyon Publications, 2014)
- Harrison Squared (Tor Books, 2015)
- Spoonbenders (Knopf, 2017)

### Kurzgeschichten
- Unpossible and Other Stories (Fairwood Press, 2011)
- In the Wheels (Fantasy and Science Fiction Magazine, August 1990)
- Taking the High Road (Amazing Magazine, September 1991)
- The Sound of Glass Breaking (Antietam Review, Spring 1992)
- An Equitable Distribution (Hitchcock's Magazine, October 1997)
- Free, and Clear (Fantasy and Science Fiction, February 2004)
- The Continuing Adventures of Rocket Boy (Fantasy and Science Fiction, July 2004)
- Zweite Person – Gegenwart, Pandora Magazin 2007, (Second Person, Present Tense (Asimov's Science Fiction Magazine, September 2005))
- Gardening at Night (Fantasy and Science Fiction Magazine, April 2006)
- Damascus (Fantasy and Science Fiction Magazine, December 2006)
- Dead Horse Point (Asimov's Science Fiction Magazine, August 2007)
- Unpossible (Fantasy and Science Fiction Magazine, October 2007)
- The Illustrated Biography of Lord Grimm (Eclipse 2, October 2008)
- Glass (Technology Review Magazine, November/December 2008)
- What We Take When We Take What We Need (Subterranean Magazine, 2009)
- Message From the Bubblegum Factory (in der Anthologie Masked, zuvor bekannt als With Great Power, 2010)
- We Are All Completely Fine (Tachyon Publications, August 2014)
- Even the Crumbs Were Delicious (in der Sammlung The Starlit Wood, 2016)

### Comics
Titel, die bei Boom! Studios auf Englisch erschienen:
- Dracula: Company of Monsters
  - Volume One (enthält Ausgaben #1–4, tpb, 2011)
  - Volume Two (enthält Ausgaben #5–8, tpb, 2011)
  - Volume Three (enthält Ausgaben #9–12, tpb, 2011)

- Planet of the Apes
  - Volume One (enthält Ausgaben #1–4, tpb, 2011)
  - Volume Two (enthält Ausgaben #5–8, tpb, 2012)
  - Issues #9–15, fortlaufend

Deutsch:
- Planet der Affen Comicband: Die Chroniken von Mak, Cross Cult Mai 2014

Titel, die bei IDW erschienen:
- The Secret Battles of Genghis Khan (tpb, 2012)